# Alwyn Williams
Sir Alwyn Williams (ur. 8 czerwca 1921 w Aberdare, zm. 4 kwietnia 2004 w Glasgow) – geolog i paeontolog brytyjski, Walijczyk.

## Życiorys
W pracy naukowej zajmował się tektoniką, w późniejszym okresie paleontologią w zakresie ramienonogów, m.in. strukturą szkieletów ramienionogów. Był autorem szeregu publikacji w tych dziedzinach.
Jako uczony został wybrany na członka m.in. Royal Society, Royal Society w Edynburgu (1985–1988 przewodniczący) oraz Polskiej Akademii Nauk (1980). Był profesorem uniwersytetów w Glasgow (na którym studiował), Belfaście i Birmingham, wicekanclerzem uniwersytetu w Glasgow, a także prezesem Brytyjskiego Towarzystwa Paleontologicznego. Jako przełożony uczelni w Glasgow położył duże zasługi dla jej rozwoju. Uczelnie w Belfaście, Edynburgu, Glasgow, Paisley, Oksfordzie i Strathclyde nadały mu doktoraty honoris causa; w 1983 otrzymał tytuł szlachecki Sir.